# Lindernia bolusii
Lindernia bolusii é uma espécie botânica do gênero Lindernia pertencente à família Linderniaceae.